# Бенедетто Кроче
Бенеде́тто Кро́че (італ. Benedetto Croce; 25 лютого 1866, Пескассеролі,Абруццо — 20 листопада 1952, Неаполь) — італійський інтелектуал, філософ, політик, історик та літературний критик. Представник неогеґельянства. Доволі значним був вплив Кроче на естетичну думку першої половини XX століття. Основна його праця — «Філософія духу» в 4-х томах: «Естетика як наука про вираження і загальна лінгвістика» (1902), «Логіка як наука про чисте поняття», «Філософія практики» (обидва — 1909), «Теорія та історія історіографії» (1915 — німецькою мовою, 1917 — італійською).

## Біографія
Бенедетто Кроче народився 25 лютого 1866 року в містечку Пескассеролі (регіон Абруццо) в родині, яка володіла землями в центральній частині країни. Його батьки — Паскуале Кроче та Луїза Сипарі — були заможними та консервативними за поглядами. Кроче відвідував релігійний коледж, проте, існують свідчення про те, що до 18 років він відійшов від релігії й надалі вважав себе атеїстом.
1883 року під час землетрусу на острові Іскія, де родина Кроче перебувала на вакаціях, загинули батьки та сестра Кроче (сам Бенедетто тривалий час пролежав під уламками). Після цієї події він разом з братом жив у Римі у свого дядька Сильвіо Спавенти, що був відомим істориком, братом філософа-неогегелянця Бертрандо Спавенти. У салоні дядька Бенедетто Кроче познайомився з багатьма тогочасними інтелектуалами, зокрема з Антоніо Лабріолою (за своїми поглядами той був марксистом). Відвідував лекції останнього в Римському університеті. У цей період Кроче захопився філософією Й.-Ф.Гербарта.
Навчався на юридичному факультеті Неапольського університету. Невдовзі він покинув цей навчальний заклад, не задовольнившись рівнем університетської освіти. Протягом декількох років подорожував Іспанією, Німеччиною, Францією та Англією. 1886 року придбав у Неаполі будинок, в якому до того жив філософ епохи Просвітництва Джамбатіста Віко. За наполяганням свого друга, філософа Джованні Джентіле, узявся читати Гегеля. Став секретарем Товариства історії Вітчизни, організував видання неаполітанських казок, досліджував діалекти. 1893 року подав на слухання до вільної Академії Понтаніана доповідь «Історія з погляду загального поняття мистецтва», в якій підняв питання, що історик у своїх працях оповідає не про минулі події як такі, а про те, що створила його уява. Після 1895 року деякий час студіював праці Карла Маркса. 1896 року подав на розгляд до Академії Понтаніана записку «Про матеріалістичну концепцію історії».
1903 року він разом з Джованні Джентіле заснував журнал «La Critica», який виходив до 1944 року. У цьому виданні Кроче друкував свої праці. Коли Джентіле став активно підтримувати фашизм, Кроче порвав з ним стосунки. Кроче був особисто знайомий з діячем комуністичного руху Італії Антоніо Грамші, критично ставився до його політичних поглядів, проте поважав за літературний талант.
1914 року Бенедетто Кроче одружився з Адель Россі, яка стала господаркою його літературного салону. Згодом у них народилося четверо дочок. Після її раптової смерті більше не одружувався. За чотири роки до того, в 1910, Кроче був обраний сенатором, а в 1920—1921 роках був міністром освіти в кабінеті Д. Джолітті та готував шкільну реформу, яку не запровадив на практиці через небажання співпрацювати з фашизмом, який називав «онагрократією», тобто «владою ослів» (реформа була проведена Джованні Джентіле в 1923 р. і отримала назву «реформа Джентіле»). Під час режиму Муссоліні та Другої світової війни Кроче залишався на ліберальних позиціях, хоча відомі його скептичні відгуки про демократію. 1925 року у ліберальній газеті «Il mondo» він опублікував «Маніфест антифашистської інтелігенції» («Manifesto degli intellettuali antifascisti») у відповідь на «Маніфест фашистської інтелігенції» («Manifesto degli intellettuali fascisti») групи інтелігентів, фізиків, музикантів на чолі з Джованні Джентіле, в якому звинуватив підписантів у співпраці з фашистським урядом та зраді ідеалів італійського Рісорджименто.
1926 року його будинок зазнав погрому, а він сам потрапив під нагляд поліції. На деякий час покинув Італію. Перебуваючи за кордоном, познайомився з Альбертом Ейнштейном та Томасом Манном, з яким пізніше листувався. Кроче перебував у «моральній опозиції» до фашизму, і був одним з небагатьох опонентів фашизму, які уникли вбивства або тюремного ув'язнення. Після падіння режиму, з 1943 року Кроче став президентом відновленої Ліберальної партії, членом Установчої ради, а згодом і членом італійського Сенату. 1947 року Кроче відійшов від політики й заснував Інститут Історичних досліджень в своєму будинку в Неаполі (Палаццо Філомаріно делла Рокка).
1949 року Кроче розбив церебральний параліч, і він більше не виходив з дому, але продовжував активно працювати. 1951 року опублікував автобіографію «Внесок до критики самого себе»(«Contributo alla critica di me stesso»). Смерть застала його у власній бібліотеці 20 листопада 1952 року.

## Науковий доробок

### Філософія духу
Основна праця Бенедетто Кроче — його чотиритомна «Філософія духу», що складається з таких частин: «Естетика як наука про вираження і загальна лінгвістика» (1902), «Логіка як наука про чисте поняття», «Філософія практики» (обидві — 1909), «Теорія та історія історіографії» (1915 — німецькою мовою, 1917 — італійською).
Філософська концепція Кроче значною мірою розвинулася під впливом італійського філософа епохи Просвітництва Джамбатісти Віко й полягала в розриві з механічним позитивізмом та марксиськими ідеями, якими він цікавився приблизно до 1900 року. Під впливом Франческо де Санктіса Кроче сприймав себе критичним продовжувачем філософії Гегеля. У праці «Філософія духу» Кроче формулює необхідність відродження так званої тотальності мислення (порівн. ноосфера Вернадського). Вслід за Гегелем він розуміє історію як поетапну самореалізацію духу, яка відбувається протягом чотирьох фаз: фаза естетичного, фаза логічного, фаза економічного та фаза етичного. На противагу до концепції Гегеля, Кроче вбачав у діалектиці безкінечний процес, який розвивається не через боротьбу протилежностей, а є їхнім синтезом, з якого в історію приходить нове, яке визначає поступ духу. Суб'єктивістсько-ідеалістська позиція Кроче позначилася також і в його розумінні теорії та практики. За Кроче, теорія — це духовний результат чуттєвого сприйняття й мислення, тоді як практика є суспільно важливими проявами волі, що стають видимими в діяльності людей. Як в теорії, так і в практиці Кроче розрізняє рівні індивідуального й загального. Так під час фази естетичного дух розвивається в одиничному, у фазі логічного — в загальному, економічна фаза є стадією приватного інтересу індивіда, а етична фаза — стадією загального інтересу.

### Естетика іфілософія мистецтва
На відміну від Геґеля, Кроче надавав великого значення інтуїції. В цьому його концепція мистецтва й естетичного близька до бергсонізму. За Кроче, інтуїція є основою всіх форм свідомості й існує в чистому вигляді на естетичному рівні розвитку духу. Таким чином, свою теорію автономії мистецтва Кроче виводив, всупереч традиційній естетиці, саме на основі інтуїції. На думку Кроче, мистецтво — це процес, в якому розрізнені людські враження й відчуття набувають мовної форми. Він заперечував міметичний (наслідувальний) характер мистецтва й розумів його як творення діяльного духу. Кроче наголошував також на діалектиці відносин між формою і змістом. На рівні загального зміст і форма є окремими феноменами, та в конкретному вони нерозривні, оскільки сприйняття та його мовне вираження існують лише в їхньому естетичному синтезі. Звідси, Кроче виводив свою концепцію критики мистецтва, за якою оцінка певного арефакту — витвору мистецтва залежить від іманентних цьому творові естетичних засад й повинна абстрагуватися від біографічних, моральних чи соціологічних чинників (див.: спосіб естетичного аналізу). Есетика замкненого в собі твору мистецтва, розроблена Бенедетто Кроче, сприяла в подальшому розвиткові ідей структуралізму.

### Філософія історії
Кроче багато уваги приділяв історії, яку розглядав як результат розвитку духу. Констатуючи, що і історик, і письменник описують події так, як їх розуміють, а відмінність у цих описах полягає лише в тому, що історик намагається критично оцінювати правдоподібність того, про що йдеться, він фактично ототожнив історіописання з красним письменством (ідея, що була розвинута у філософії постмодернізму). Щодо поняття «точності в історії», Кроче зауважував, що історик, як правило, сам вирішує, які з джерел і свідчень є більш, а які менш вірогідними. Критикував позитивістську методологію як таку, що не дає загального погляду на історію і не залишає місця «ні для людини, ні для історії людини». Запропонував методологію «абсолютного історизму», що ґрунтується на тезі про тотожність філософії та історії. Її основний постулат, що історія завжди є «сучасною історією», оскільки є тією історією, яка «пізнається тут і тепер» і, отже, неминуче віддзеркалює сучасний історикові світ, на думку багатьох істориків історичної науки, «зіграв величезну роль у переміні оцінки можливостей історіописання». Кроче констатував, що «хроніка» стає «історією» лише після того, як історик оживить її власною свідомістю. При цьому метод такого оживлення є близьким до художньої інтуїції. «Історичний факт» він тлумачив як духовний акт, що породжується волею індивіда та волею Провидіння. Він надавав великого значення особистості історика як творцеві історії, який діє відповідно до своїх моральних і ціннісних настанов. Заперечував можливість у рамках філософії історії знайти кінцеві причини й цілі історичного розвитку.

### Літературна критика
Кроче як літературний критик цікавився насамперед тематикою індивідуального (пор. його праці про Ґете, Аріосто, Шекспіра, Корнеля, Данте та працю «Поезія і непоезія» (1923)). Кроче відстоював своєрідний класицистичний ідеал мистецтва й літератури зокрема, тож він загалом відкидав мистецтво модерну як «романтичну хворобу» (morbo romantico). Саме як літературний критик Кроче став відомий далеко за межами Італії та мав великий вплив на літературознавство першої половини XX століття. Літературознавчі праці Кроче набули популярності зокрема завдяки його елеґантному, вишуканому, але легкочитному стилю, за яким часом ставали непомітними деякі суперечності й проблеми.

## Праці
Повну бібліографію праць Кроче можна переглянути тут)

### Філософія духу
- Estetica come scienza dell'espressione e linguistica generale
- Logica come scienza del concetto puro
- Filosofia della pratica. Economica ed Etica
- Teoria e storia della storiografia

### Філософські есе
- Problemi di estetica e contributi alla storia dell'estetica italiana
- La filosofia di Giambattista Vico
- Saggio sullo Hegel seguito da altri scritti di storia della filosofia
- Materialismo storico ed economia marxistica
- Nuovi saggi di estetica
- Etica e politica
- Ultimi saggi
- La poesia. Introduzione alla critica e storia della poesia e della letteratura
- La storia come pensiero e come azione
- Il carattere della filosofia moderna
- Discorsi di varia filosofia (2 vol.)
- Filosofia e storiografia
- Indagini su Hegel e schiarimenti filosofici
- Perché non possiamo non dirci «cristiani»

### Праці з літературознавства
- Saggi sulla letteratura italiana del Seicento
- La letteratura della nuova Italia (6 vol.)
- I teatri di Napoli dal Rinascimento alla fine del secolo decimottavo
- La Spagna nella vita italiana durante la Rinascenza
- Conversazioni critiche
- Goethe
- Una famiglia di patrioti ed altri saggi storici e critici
- Ariosto, Shakespeare e Corneille
- La poesia di Dante
- Poesia e non poesia
- Storia dell'età barocca in Italia
- Nuovi saggi sulla letteratura italiana del Seicento
- Poesia popolare e poesia d'arte
- Varietà di storia letteraria e civile
- Vite di avventure, di fede e di passione
- Poesia antica e moderna
- Poeti e scrittori del pieno e del tardo Rinascimento
- La letteratura italiana del Settecento
- Letture di poeti e riflessioni sulla teoria e la critica della poesia
- Aneddoti di varia letteratura

### Праці з історії та політичні тексти
- La rivoluzione napoletana del 1799
- Storie e leggende napoletane
- Manifesto degli intellettuali antifascisti
- Storia della storiografia italiana nel secolo decimonono (2 vol.)
- Storia del Regno di Napoli
- Uomini e cose della vecchia Italia
- Storia d'Italia dal 1871 al 1915
- Storia d'Europa nel secolo decimonono

### Листування й нотатки
- Primi saggi
- Cultura e vita morale
- L'Italia dal 1914 al 1918. Pagine sulla guerra
- Pagine sparse (3 vol.)
- Nuove pagine sparse (2 vol.)
- Terze pagine sparse (2 vol.)
- Scritti e discorsi politici (2 vol.)
- Carteggio Croce-Vossler (1899—1949)
- B. Croce — G. Papini, Carteggio 1902—1914
- Benedetto Croce, Thomas Mann: Lettere 1930-36. Ernesto Paolozzi. Flavio Pagano, Napoli 1991.

### Національне видання
Італійське видавництво «Bibliopolis» публікує з 1989 року багатотомне так зване національне видання творів Бенедетто Кроче згідно з декретом президента Італійської республіки від 14 серпня 1989 року.